# St. Nikolaus (Lindach)

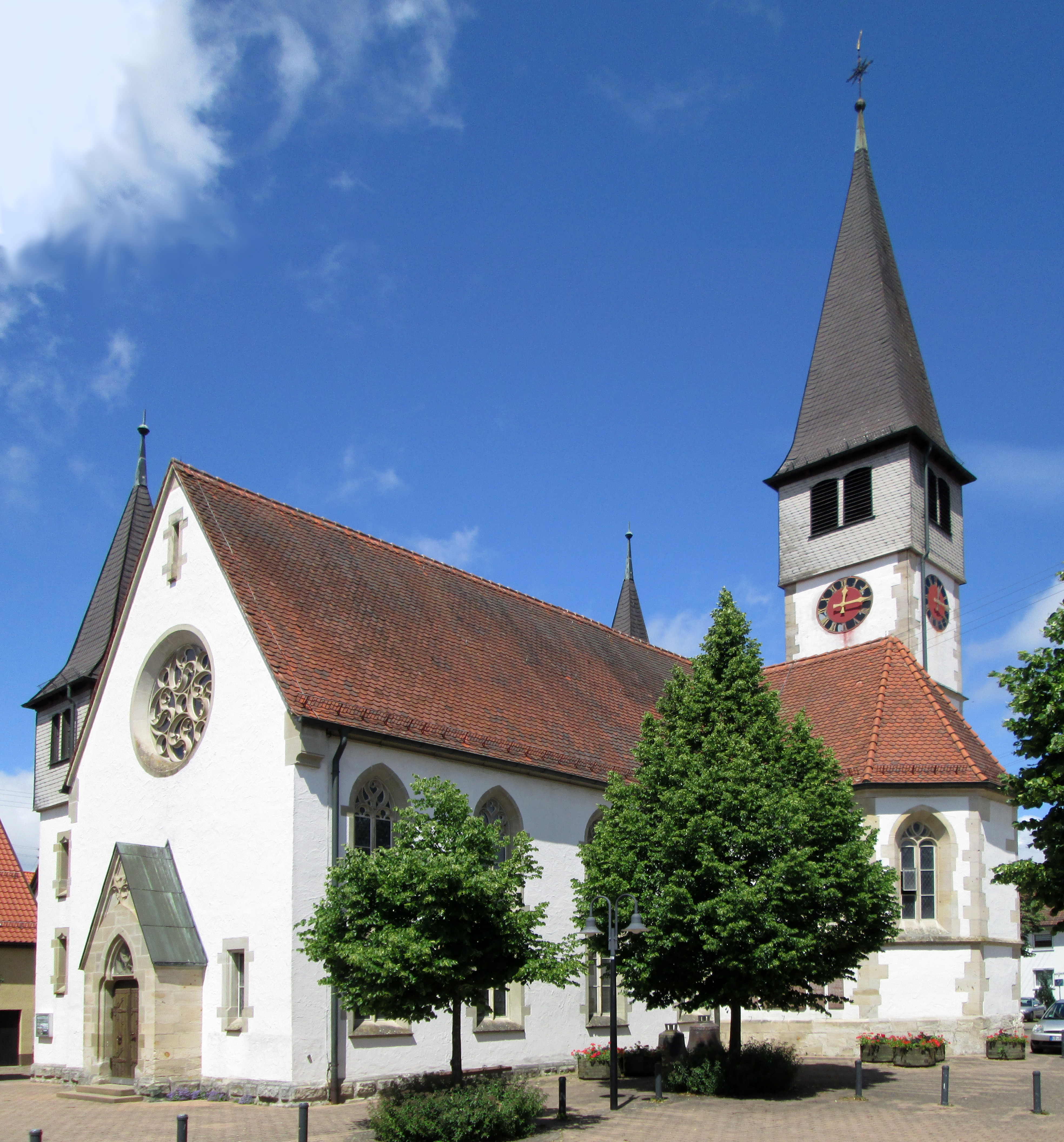
St. Nikolaus von Südwest

St. Nikolaus ist eine evangelische Pfarrkirche im Schwäbisch Gmünder Stadtteil Lindach.

## Geschichte
Die Kirche wird 1356 erstmals als, zur Pfarrei Iggingen gehörende, Kapelle St. Nikolaus erwähnt. Zwei Steine des abgegangenen romanischen Langhauses, die heute im Chor verbaut sind, lassen jedoch auf eine deutlich frühere Erbauung schließen. Es ist von einer Bauzeit um 1200 auszugehen. Der Turm stammt Holzanalysen zufolge aus den 1480er Jahren. Ein Grundstein mit Bleiplatte von 1524 bezieht sich auf den Bau des gotischen Chores, dessen Schlussstein das Wappen der Ortsadligen Diemar zeigt. In Zeiten wechselnder Konfessionszugehörigkeit im 16. und 17. Jahrhundert ging die Kapellenverzierung teilweise verloren. Seit 1579 bekennt sich Lindach – mit kurzen Unterbrechungen – zum Protestantismus.
Nachdem 1560 bereits die Kirche als baufällig beschrieben wurde, kam es unter anderem 1622 zu Ausbesserungen. An Plänen für einen Neubau der zu klein gewordenen Kirche wurde ab 1861 geplant. 1885 erhielt zunächst Robert Reinhardt, 1894 Conradin Walther und dann 1902 Heinrich Dolmetsch einen Auftrag zur Planung. Zur Umsetzung kam es dann 1903. Das romanische Langhaus wurde abgebrochen, der Turm aufgestockt und der gotische Chor erhalten und zur Sakristei umgewandelt. 1970/71 wurde eine Außenrenovierung vorgenommen, 1982 wurde der Innenraum instand gesetzt. Dabei wurde die Sakristei unter die Empore verlegt und der Chor neu sichtbar gemacht.

## Ausstattung
Die Ausstattung der Kirche ist überwiegend im neugotischen Stil gehalten, so zum Beispiel der Altar, die Kanzel und ein Taufstein. Ein weiterer, durch eine Inschrift verzierter Taufstein stammt aus dem 16. Jahrhundert. Aus dem 15. Jahrhundert stammt ein Kruzifix, welches über schwenkbare Arme verfügt.
Die Orgel stammt aus der Werkstatt von Friedrich Weigle. Sie trägt die Opus-Nummer 264 und wurde zum Erweiterungsbau 1903 geliefert. Das Instrument hat 12 Register auf zwei Manualwerken und Pedal.
| I Hauptwerk C–f3 |                |       |
| 1.               | Dulciana       | 8′    |
| 2.               | Gedeckt        | 8′    |
| 3.               | Viola di Gamba | 8′    |
| 4.               | Principal      | 8′    |
| 5.               | Mixtur         | 2 ⁄3′ |
| 6.               | Oktav          | 4′    |

| II Nebenwerk C–f3 |                 |    |
| 7.                | Geigenprinzipal | 8′ |
| 8.                | Salicional      | 8′ |
| 9.                | Flöte           | 8′ |
| 10.               | Flauto amabile  | 4′ |

| Pedal C–f1 |           |     |
| 11.        | Subbass   | 16′ |
| 12.        | Oktavbass | 8′  |

- Koppeln: II/I (auch als Suboktavkoppel), I/P, II/P